# Ryan Sánchez
Ryan Yaviel Sánchez Estrada (* 22. Juni 1998 in Carolina) ist ein puerto-ricanischer Leichtathlet, der sich auf den 800-Meter-Lauf spezialisiert hat.

## Sportliche Laufbahn
Ryan Sánchez tritt seit 2014 in Wettkämpfen im 800-Meter-Lauf an. Damals gewann er die Goldmedaille bei den U18-Meisterschaften seines Heimatlandes. Ein Jahr später verbesserte er sich um mehr als fünf Sekunden auf 1:50,97 min und nahm im Juli an den U18-Weltmeisterschaften in Cali teil, bei denen er im Halbfinal als Sechster seines Laufes ausschied. Das gleiche Ergebnis erzielte er ein weiteres Jahr später bei den U20-Weltmeisterschaften in Bydgoszcz, bei denen er ebenfalls als Sechster seines Halbfinals ausschied. Zuvor verbesserte er sich im April auf 1:46,99 min. 2017 steigerte sich Sánchez erneut bis auf 1:45,58 min und qualifizierte sich damit für die Weltmeisterschaften in London. Zuvor gewann er im Juli in Peru die Goldmedaille bei den U20-Panamerikameisterschaften. Im August ging er in London im Vorlauf der 800-Meter-Läufe an den Start, ohne jedoch eine Chance auf das Erreichen des Halbfinales zu haben.
2018 trat Sánchez im Juli bei den Zentralamerika- und Karibikspielen in Barranquilla, in Kolumbien, an. Dabei zog er in das Finale ein, in dem er die Silbermedaille gewinnen konnte. Im April 2019 stellte er in der Heimat mit 1:44,82 min eine neue Bestzeit auf, die seitdem als persönliche Bestzeit zu Buche steht. Anschließend trat er im August bei den Panamerikanischen Spielen in Lima an. Im Finale lief er eine Zeit von 1:45,19 min, mit der er die Bronzemedaille gewinnen konnte. Ende September ging er im Vorlauf der Weltmeisterschaften in Doha an den Start, in dem er fernab seiner Bestzeiten als Siebter ausschied.
2021 siegte Sánchez zum ersten Mal bei den puerto-ricanischen Meisterschaften und schaffte zudem die Qualifikation für die Olympischen Sommerspiele in Tokio. Im Vorlauf kam er allerdings nicht über eine Zeit von 1:47,07 hinaus und verpasste damit den Einzug in die nächste Runde.

## Wichtige Wettbewerbe
| Jahr                    | Veranstaltung                     | Ort                     | Platz                   | Disziplin               | Zeit                    |
| Startet für Puerto Rico | Startet für Puerto Rico           | Startet für Puerto Rico | Startet für Puerto Rico | Startet für Puerto Rico | Startet für Puerto Rico |
| ----------------------- | --------------------------------- | ----------------------- | ----------------------- | ----------------------- | ----------------------- |
| 2015                    | U18-Weltmeisterschaften           | Cali                    | 18.                     | 800 m                   | 1:57,02 min             |
| 2016                    | U20-Weltmeisterschaften           | Bydgoszcz               | 18.                     | 800 m                   | 1:49,43 min             |
| 2017                    | U20-Panamerikameisterschaften     | Trujillo                | 1.                      | 800 m                   | 1:46,41 min             |
| 2017                    | Weltmeisterschaften               | London                  | 41.                     | 800 m                   | 1:50,74 min             |
| 2018                    | Zentralamerika- und Karibikspiele | Barranquilla            | 2.                      | 800 m                   | 1:46,3 min              |
| 2019                    | Panamerikanische Spiele           | Lima                    | 3.                      | 800 m                   | 1:45,19 min             |
| 2019                    | Weltmeisterschaften               | Doha                    | 42.                     | 800 m                   | 1:54,46 min             |
| 2021                    | Olympische Sommerspiele           | Tokio                   | 34.                     | 800 m                   | 1:47,07 min             |

## Persönliche Bestleistungen
Freiluft
- 800 m: 1:44,82 min, 27. April 2019, Ponce

Halle
- 800 m: 1:47,85 min, 6. März 2022, New York City

## Sonstiges
Sánchez wird von seinem Stiefvater Jorge Paris trainiert. 2020 startete er eine eigene Sportartikelmarke namens Neon G.